# 龍門駅 (香港)
龍門駅（りゅうもんえき）は、香港新界屯門区に位置する、香港鉄路（港鉄 MTR）軽鉄の駅である。駅番号は030。

## 利用可能な路線
- 香港鉄路
  - 軽鉄
    - 系統■610、■615、■615P。

## 駅構造
- 相対式ホーム2面2線を持つ地上駅。

のりば
| 軽鉄のりば (1F) | ➊番線 | ■系統610・615・615P 元朗・兆康方面 |
| 軽鉄のりば (1F) | ➋番線 | ■系統610・615・615P 屯門碼頭方面   |

## 駅周辺
- 龍門居
- 富健花園
- 何福堂小学
- 龍門居多層停車場
- 歴奇公園
- 晨崗学校

## 歴史
- 1988年9月18日 - 「紅楼（ホンラウ）」という名前として開業。
- 1989年2月5日 - 「散石湾（サンセクワン）」に変更されていた。
- 2003年8月1日 - 西鉄線の同年の12月に開業に伴い、現在の「龍門（ロンムン）」に変更されている。

## 隣の駅
香港鉄路
軽鉄
■系統610・■系統615・■系統615P
軽鉄車廠駅 (020) - 龍門駅 (030) - 青山村駅 (040)